# COTS Demo Flight 1

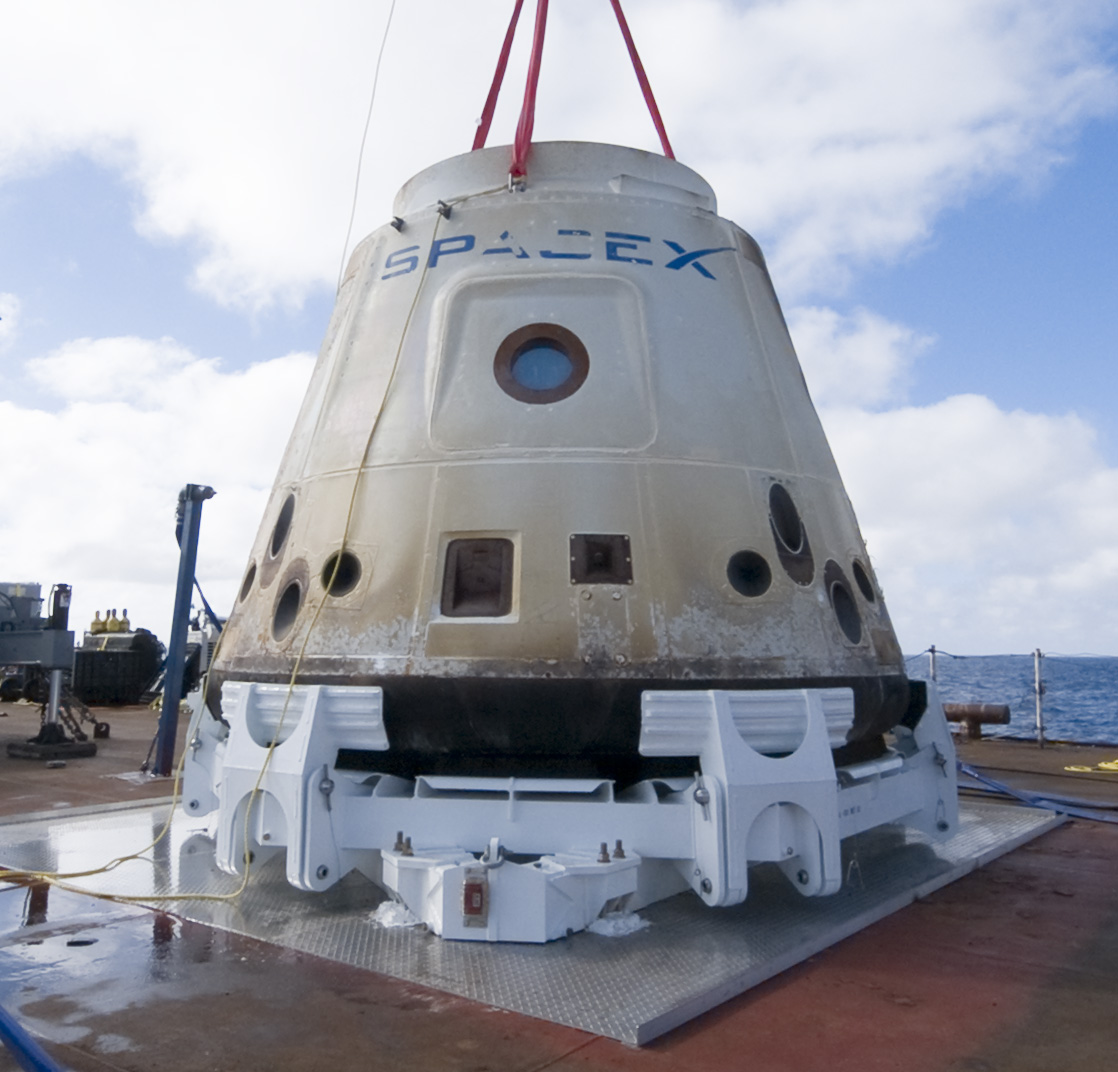
Dragon po návrtau z mise COST 1

NASA COTS Demo 1 byl první orbitální kosmický let nákladní kosmické lodi Dragon a celkově druhý start nosné rakety Falcon 9 soukromé společnosti SpaceX. Jednalo se o první demonstrační let v rámci spolupráce s NASA v programu Commercial Orbital Transportation Services (COTS). Hlavním cílem byl orbitální test lodi Dragon a její přistání. Také byly testovány úpravy na prvním stupni, které napravovaly neplánované rychlé otočení kolem podélné osy během prvního startu Falconu 9. Start proběhl 8. prosince 2010 v 15:43 UTC.
Mise byla velmi úspěšná a bylo rozhodnuto, že následující dvě plánované mise v ramci COTS budou sloučené do jedné. Podle původních plánů měl totiž Dragon u Mezinárodní vesmírné stanice (ISS) zadokovat až při třetím letu, ale poprvé se tak stalo tedy už při letu COTS Demo Flight 2 v květnu 2012. Splnění i druhé mise otevřelo cestu ke komerčním zásobovacím letům k ISS v rámci smlouvy Commercial Resupply Services (CRS). První taková mise byla CRS-1 v říjnu 2012.

## Smlouva COTS
Dne 18. srpna 2006 NASA oznámila, že SpaceX byla NASA vybrána do programu Commercial Orbital Transportation Services (COTS) k prokázání schopností dopravit náklad, případně posádku, na Mezinárodní vesmírnou stanici. V rámci této smlouvy NASA poskytla 278 miliónů dolarů na vývoj rakety Falcon 9, přičemž peníze byly propláceny za jednotlivé splněné cíle, které měly vrcholit třemi demonstračními lety. COTS Demo Flight 1 byl prvním startem v rámci této smlouvy a měl proběhnout už v druhém čtvrtletí roku 2008. Start byla ale několikrát odložen, nakonec až na prosinec 2010.
Odděleně od programu COTS byla SpaceX vybrána i pro komerční zásobování v rámci kontraktu CRS. V něm byla základní částka 1,6 miliardy dolarů s možností objednání dalších misí až do výše 3,1 miliardy dolarů.

## Přípravy

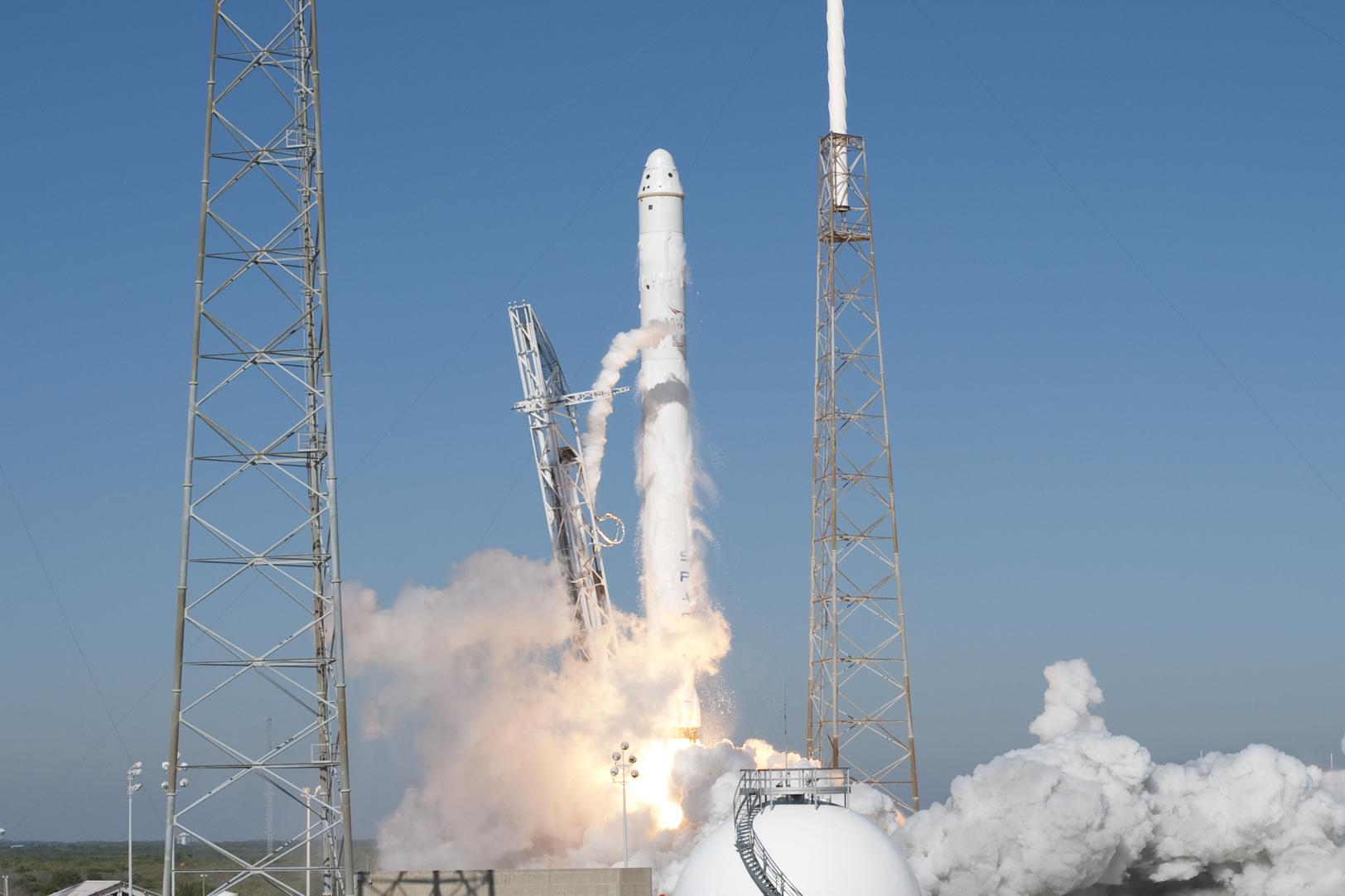
Satrt Falcon 9

Dva stupně rakety a loď Dragon byly postaveny ve výrobním závodu SpaceX v Hawthorne v Kalifornii a na Mys Canaveral byly dodány v červenci a srpnu 2010.
Původní datum startu v roce 2008 bylo odkládáno až na konec roku 2010 a mise COTS Demo 2 a 3 byly přesunuty na rok 2011.
Kompletní zkoušky plnění rakety palivem byly provedeny 15. září 2010, a start byl plánován na nejdříve 7. prosince 2010.
Dne 22. listopadu 2010 SpaceX oznámila, že obdržela licenci pro návrat kosmické lodi od Federal Aviation Administration. Bylo to první takové povolení vydané soukromé firmě.
Úspěšný statický zážeh proběhl 4. prosince 2010. Statický zážeh se podařil až na třetí pokus, protože dva předchozí pokusy byly automaticky ukončeny.
Start měl proběhnout 7. prosince 2010. Na vnějších částech niobového prodloužení trysky motoru Merlin Vacuum na druhém stupni však bylo zaznamenáno několik trhlin. Bylo rozhodnuto oříznout nepotřebných 1,2 metru trysky, protože výsledná ztráta výkonu nebyla kritická.

## Start
Konečné datum startu bylo stanoveno na 8. prosince 2010, se startovními okny v časech od 14:00 do 14:06, od 15:38 do 15:43 a od 17:16 do 17:24 UTC v závislosti na dostupnosti satelitů pro sledování a datovou komunikaci (TDR sítě), které slouží ke sledování a komunikaci s kosmickou lodí. První pokus byl původně naplánován na střed prvního startovního okna na 14:03 UTC, ale byl přesunut na konec okna na 14:06 UTC. Tento pokus byl přerušen v čase T -2:48 kvůli neodpovídajícím datům z telemetrie.
Druhý pokus byl naplánován na 15:43 UTC, a byl úspěšný. Motory prvního stupně dohořely v čase T+2:56, kužel špičky rakety se oddělil v čase T+3:47, druhý stupeň dohořel v čase T+8:56, vše podle plánu. Dragon se oddělil v čase T+9:30 a dosáhl téměř kruhové oběžné dráhy, s nejnižším bodem v 288 kilometrech a nejvyšším v 301 kilometrech se sklonem 34,53 stupně. To bylo blízko k původnímu cíli kruhové dráhy ve výšce 300 km se sklonem 34,5 stupně.

## Sekundární náklad
Falcon 9 vynesl malé množství nanosatelitů. Mezi ně patřil první nanosatelit velitelství raketové obrany americké armády (Space and Missile Defense Command – Operational Nanosatellite Effect, zkráceně SMDC-ONE), který měl fungovat 30 dní. A také dva 3U CubeSaty Národního úřadu pro průzkum (NRO), které měly také fungovat 30 dní.
Jednou z hmotnostních maket uvnitř lodi Dragon byl kovový barel obsahující velké kolo francouzského sýru Le Brouère. Bylo to myšleno jako vtip a odkazovalo na scénku ze seriálu Monty Pythonův létající cirkus. Na víku barelu byl plakát k filmu Přísně tajné! z roku 1984. Elon Musk neodhalil náklad na tiskové konferenci po přistání, protože se obával, že by tento vtip zastínil úspěchy společnosti.

## Průběh letu a přistání

### Dragon

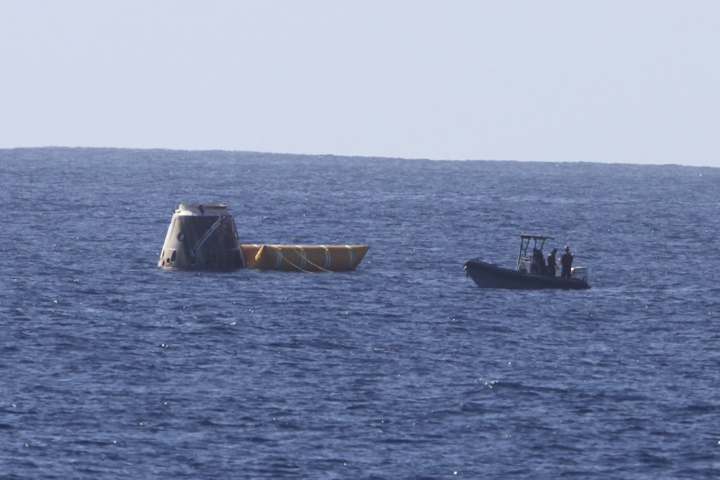
Dragon po návratu

Na oběžné dráze byla provedena automatizovaná zkouška, zahrnující kontrolu teploty a řízení polohy, aby bylo možné udržet nepřerušené datové spojení prostřednictvím TRDS. V 16:15 UTC SpaceX oznámila, že bylo navázáno spojení s lodí Dragon přes systém TDR. Po dvou plánovaných obězích byl vydán povel k zahájení deorbitačního zážehu. Dragon přistál Tichém Oceánu v 19:02 UTC přibližně 800 kilometrů západně od Baja California pomocí všech tří úspěšně rozvinutých padáků. SpaceX oznámila, že byly úspěšně splněny všechny cíle zkoušky. Od startu do přistání let trval 3 hodiny, 19 minut a 52 sekund.

### Druhý stupeň
Motor druhého stupně byl po oddělení lodi znovu zažehnut. To umožnilo SpaceX splnit sekundární cíl mise, jímž bylo dosažení vyšší, než nízké oběžné dráhy. I přes snížení výkonu vlivem zkrácení trysky před startem dosáhl druhý stupeň výšky 11 000 km.